# Dustin Watten
Dustin Joseph Watten (Long Beach, 27 de outubro de 1986) é um jogador de voleibol norte-americano que atua na posição de líbero.

## Carreira

### Clubes
Dustin atuou pelo voleibol universitário da Universidade da Califórnia em Long Beach de 2005 a 2009. Em 2010 se transferiu para o voleibol europeu para atuar no Raision Loimu pelo campeonato finlandês. Em 2013 assinou contrato com o Moda/Maringá para disputar a Superliga de 2013–14, onde terminou o campeonato na 8ª posição.
Na temporada 2018–19 foi campeão do Campeonato Alemão pelo Berlin Recycling Volleys. Em 2020 o atleta fechou contrato com o GKS Katowice para disputar o Campeonato Polonês. Na temporada seguinte, permanecendo em solo polonês, o líbero assinou contrato com o LUK Lublin.

### Seleção
Dustin conquistou seu primeiro título com a seleção adulta norte-americana na Copa Pan-Americana de 2010. Em 2014 conquistou o título da Liga Mundial de 2014 ao derrotar a seleção brasileira por 3 sets a 1. No ano seguinte conquistou o título da Copa do Mundo de 2015 ao vencer 10 das 11 partidas disputadas.
Watten conquistou a medalha de bronze no Campeonato Mundial de 2018 ao derrotar a seleção sérvia pela disputa do terceiro lugar. No ano seguinte, foi vice-campeão da Liga das Nações de 2019 ao ser derrotado pela seleção russa por 3 sets a 1 na final.

## Títulos
Berlin Recycling Volleys
- Campeonato Alemão: 2018–19

## Clubes
| Anos      | Clube                    |
| --------- | ------------------------ |
| 2010–2012 | Raision Loimu            |
| 2012–2013 | Orange Nassau            |
| 2013–2014 | Moda/Maringá             |
| 2014–2015 | GFC Ajaccio Volley-Ball  |
| 2015–2016 | Grand Nancy Volley-Ball  |
| 2016–2017 | Cerrad Czarni Radom      |
| 2018–2019 | Berlin Recycling Volleys |
| 2019–2021 | GKS Katowice             |
| 2021–     | LUK Lublin               |